# نرایر ماناساریان
نُرایر ماناساریان (ارمنی: Նորայր Մանասերյան؛ زادهٔ ۲۸ دسامبر ۱۹۲۷) یک  سیاستمدار اهل ارمنستان است که از تاریخ ۱۹۹۰ تا تاریخ ۱۹۹۵ سمت نمایندگی دوره اول شورای عالی جمهوری ارمنستان را برعهده داشت.

## زندگی‌نامه
در 	۲۸ دسامبر ۱۹۲۷ ‏در ارمنستان به دنیا آمد . 